# 箱木家住宅
箱木家住宅（はこぎけじゅうたく）は、兵庫県神戸市北区山田町衝原（つくはら）にある古民家。国の重要文化財（1967年6月15日指定）。「箱木千年家」（はこぎせんねんけ/せんねんや）の通称で広く知られる日本最古と推定される民家の一つである。
室町時代建立の主屋（「おもや」）、江戸時代建立の「離れ」（「はなれ」）の2棟が重要文化財に指定され、他に築山、中庭、納屋、土蔵等が遺存する。現在は、重文の「おもや」「はなれ」は隣接している資料館と共に公開されている。

## 歴史

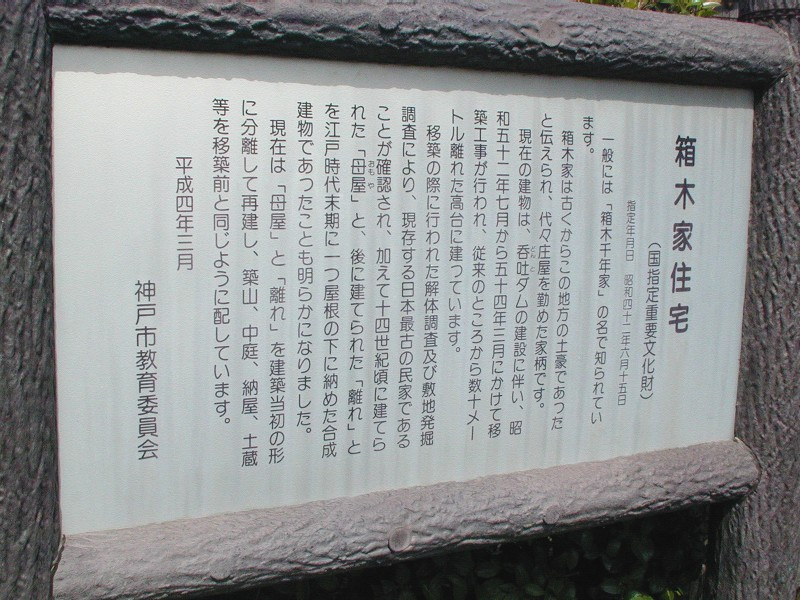
教育委員会によって立てられた解説の看板

箱木家は地元の豪族・別所氏に仕えたとされ、後に庄屋となった一族である。『摂津名所図会』などの近世の記録によれば、この住宅は、806年（大同元年）に建てられたとされており、近世初期から「千年家」と呼ばれていた。
1967年（昭和42年）に国の重要文化財に指定された。1977年（昭和52年）までは実際に住居として使用されていたが、呑吐ダムの建設により旧所在地が水没するため、1977年から1979年（昭和54年）に掛けて現在地に移築された。通称「千年家」とは「古い家」の意で、実際の建立年代は不明であったが、移築時の解体調査の結果、次のようなことが明らかになった。
1. 「おもや」の建設は室町時代と推定される。
2. 長年の間に多くの部材が取り換えられているが、柱などの根幹材には当初の部材が残存している。当初からの部材で残っているのは柱6本のほか、桁、梁、貫などの一部。
3. 江戸時代中期に「おもや」に隣接して「はなれ」が建設された。江戸時代末期に母屋と離れを連結し、屋根を広げて一つの家屋にした。

「おもや」と「はなれ」は、移築以前は1棟の建物であったが、解体修理時に、建築当初の姿に近づけるように復元され、現在は「おもや」と「はなれ」が別棟として建てられている。
2005年に当初材の松の柱6本の放射性炭素年代測定を行った結果、年輪の最も外側の炭素濃度から、1283-1307年（鎌倉時代後期）に伐採された木が使われていることがわかったという。

## 構造

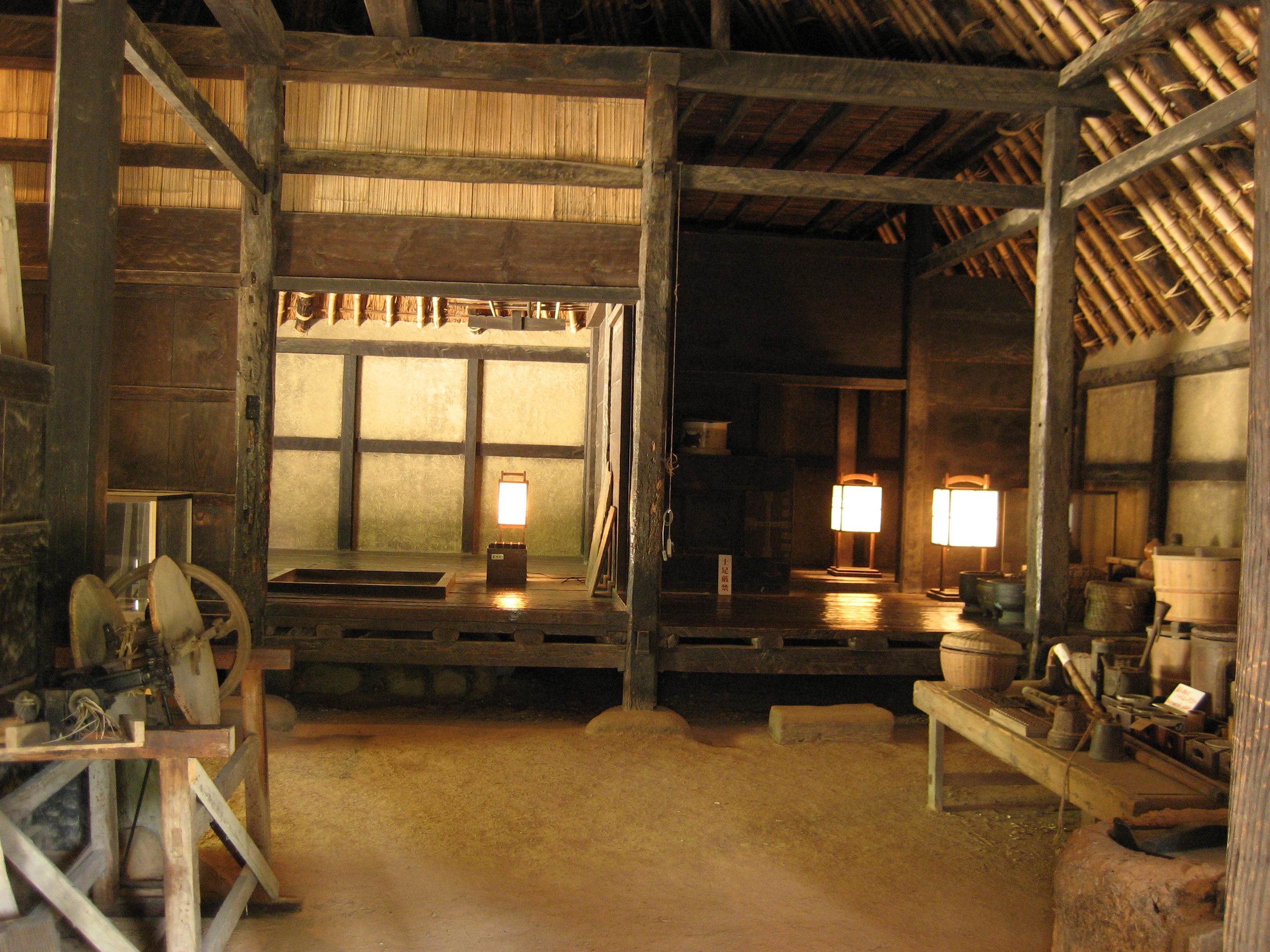
「おもや」内部。「にわ（土間）」から床上部を見る。左の明るい部屋が「おもて」、右の部屋が「だいどこ」。写真では4本の柱が見えるが、うち中央の2本は建築当初のもの

当初建てられた「おもや」、江戸時代中期に建てられた「はなれ」（ともに入母屋造、茅葺）と「くら」から成る。
「おもや」（主屋）は、最も古い建築で入母屋造茅葺き。屋根が非常に巨大、かつ、軒が極端に低いため遠くから見ると縄文時代から平安時代にかけての竪穴建物を思わせるような形態である。また、屋根を支えるために壁が多く窓などの開口部が極端に少ない。建設当初から残る柱などには鉋が発明される前まで使われた大工道具・手斧（ちょうな）での仕上げがよい状態で残っている。軸部は柱間を足固貫、飛貫、桁で繋ぎ、後世の民家のような、曲りのある材を用いた梁は用いていない。小屋組は古式の「おだち鳥居組」（垂木構造）とする。
「おもや」の内部は東半部（正面から見て右側）が「にわ（土間）」、西半部が床上部。床上部は3室に分かれ、表側が「おもて（客間）」、裏手は土間に面した部分が「だいどこ（台所）」、奥が「なんど（納戸）」となっている。土間には竈（かまど）と厩（うまや）が併設されていたため、実際に人間が起居していたのは「おもて」「だいどこ」「なんど」の3部屋のみであった。また、建設当初は畳が敷かれていなかったことも分かっている。

## 画像

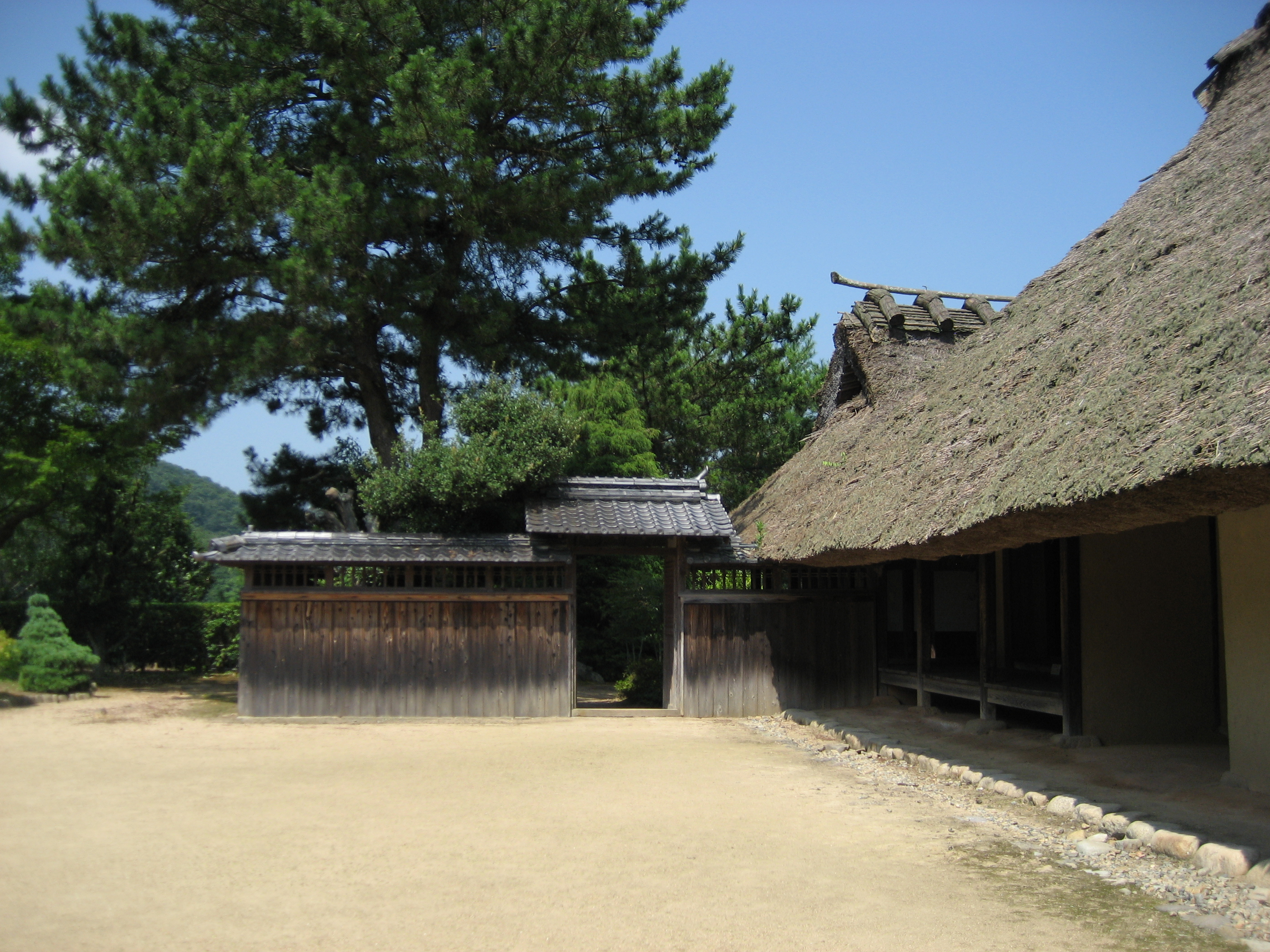
離れの門（右は「おもや」）
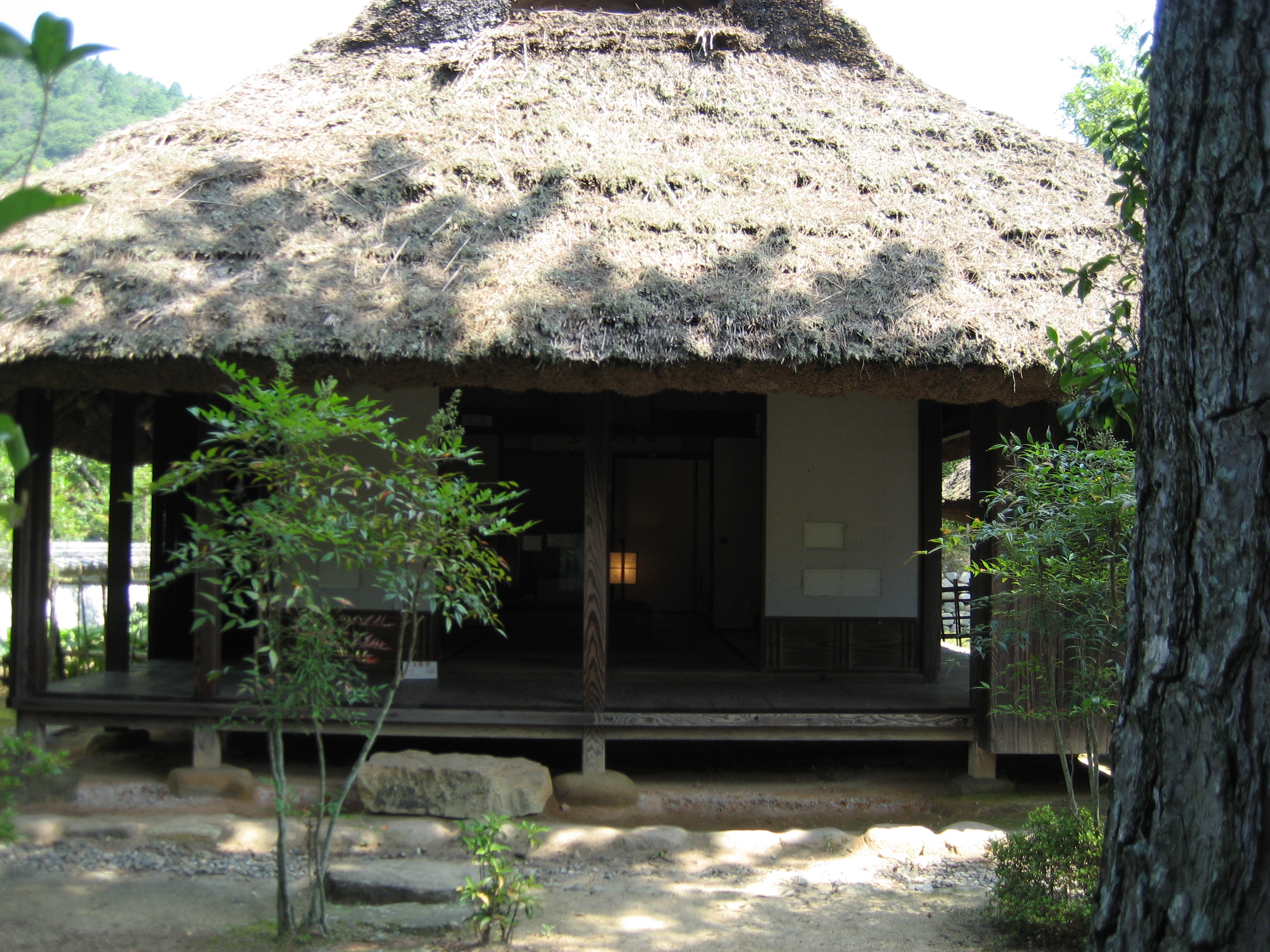
離れ外観
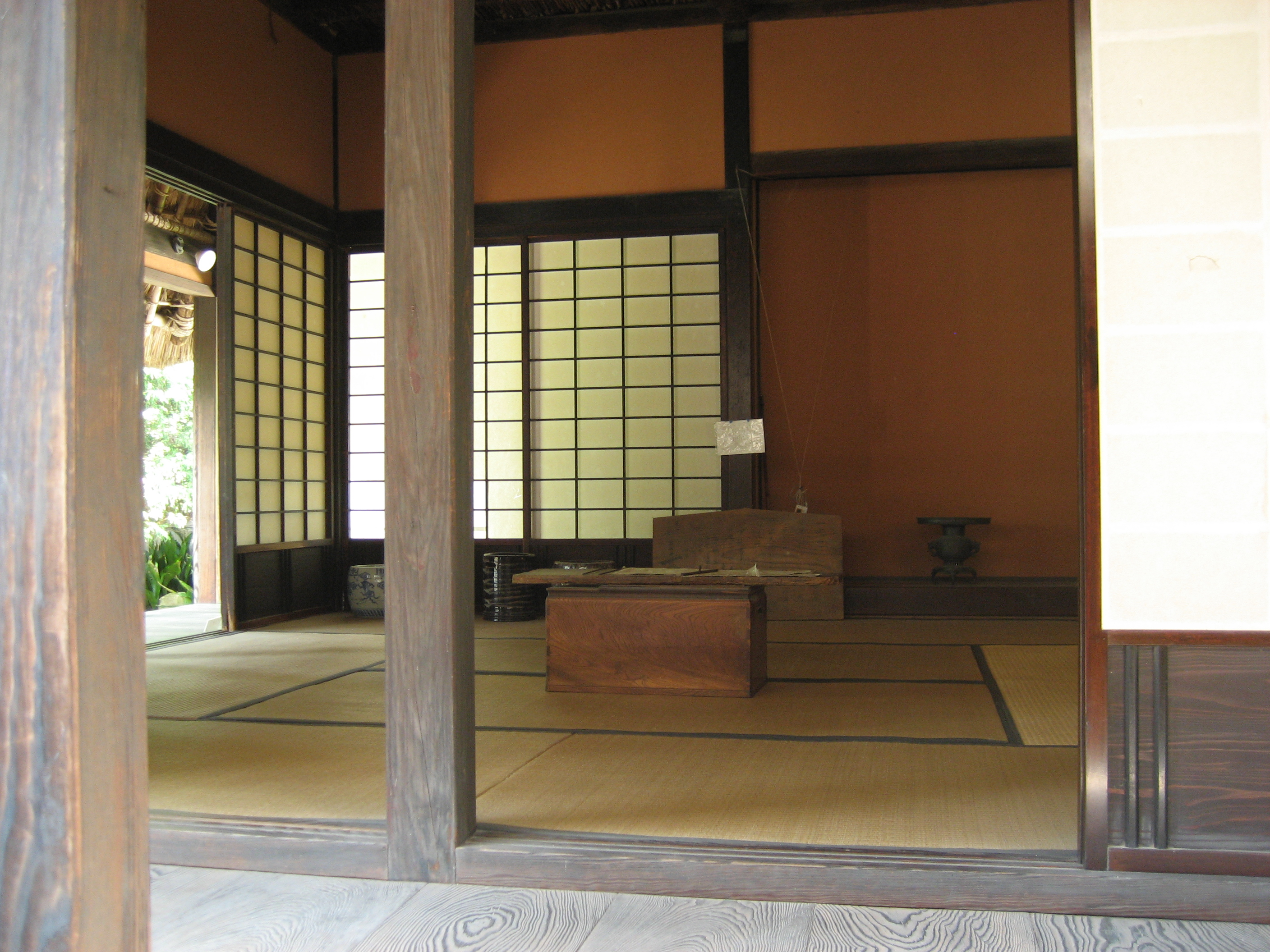
離れの座敷
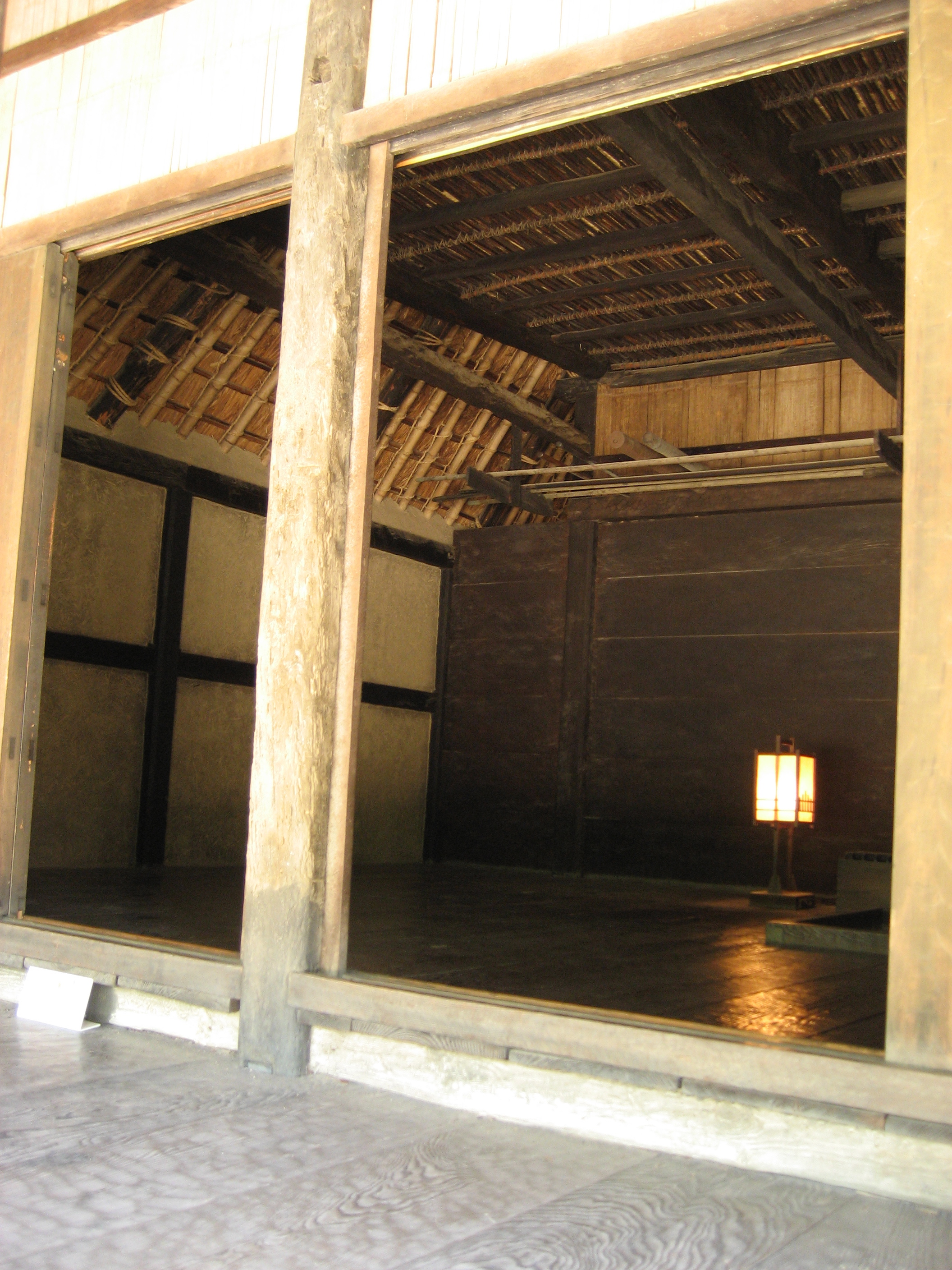
「おもや」南側の「おもて」、中央の柱は当初材
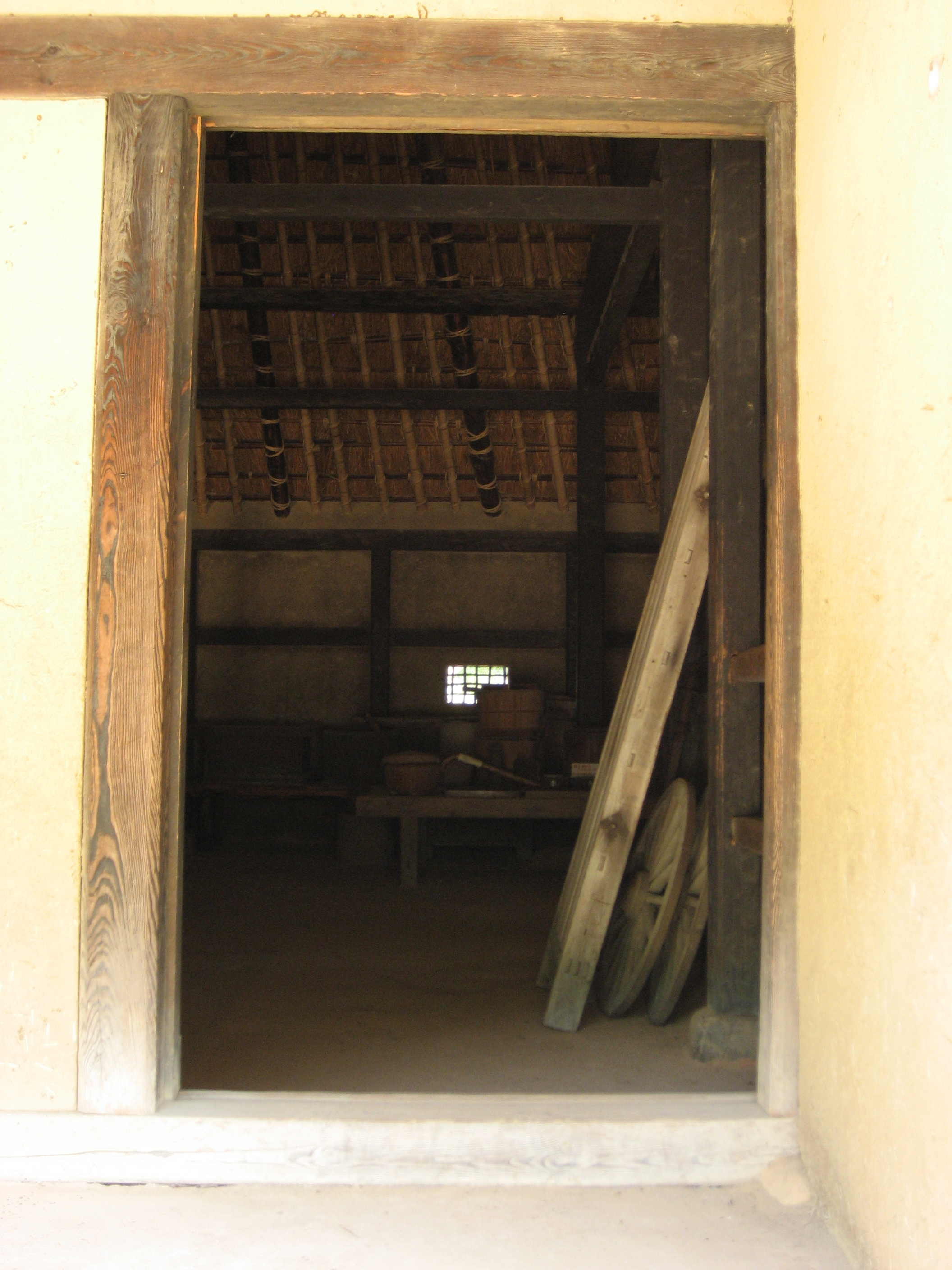
「おもや」入り口
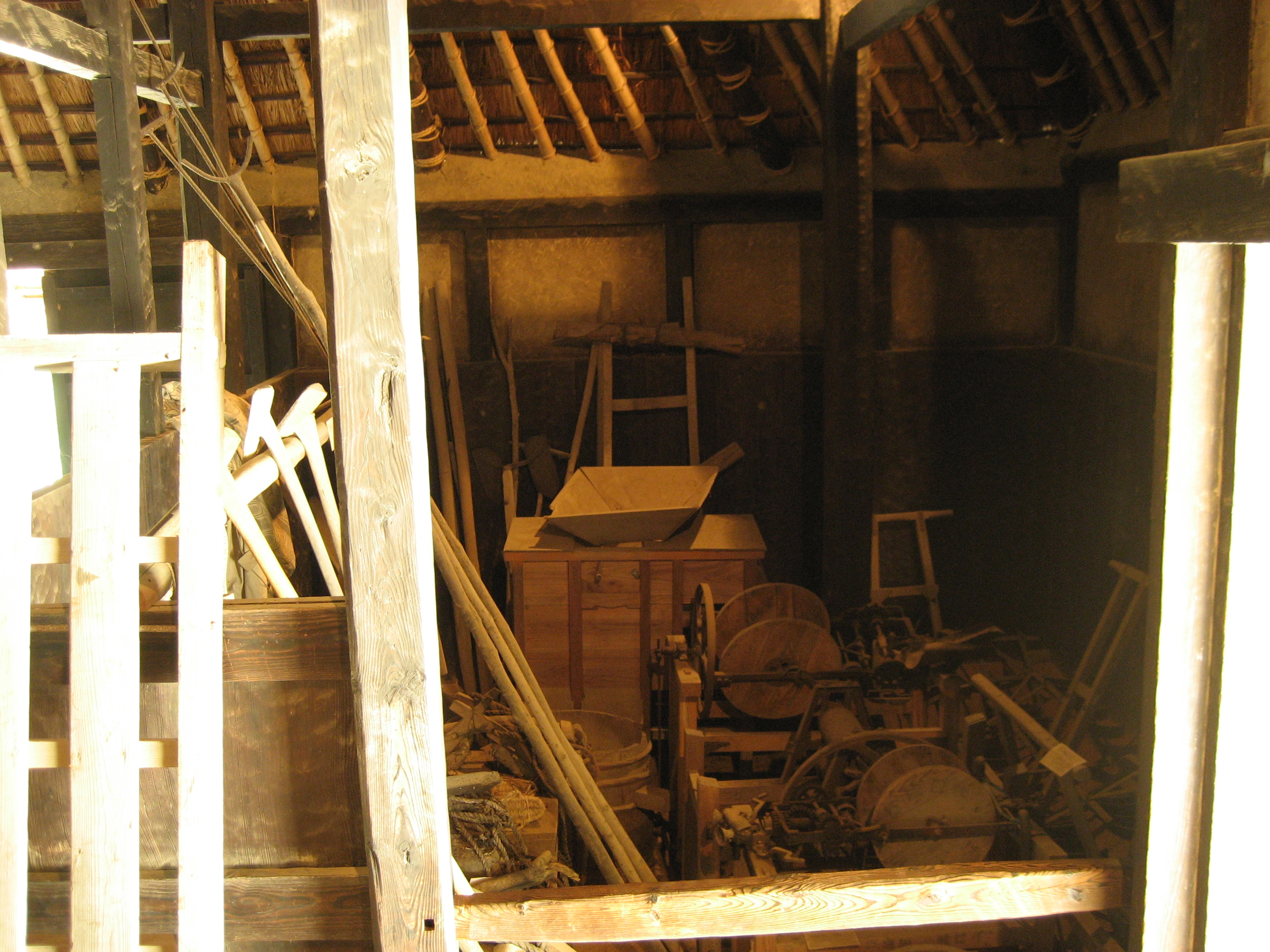
馬屋（「おもや」大戸口入って右手）
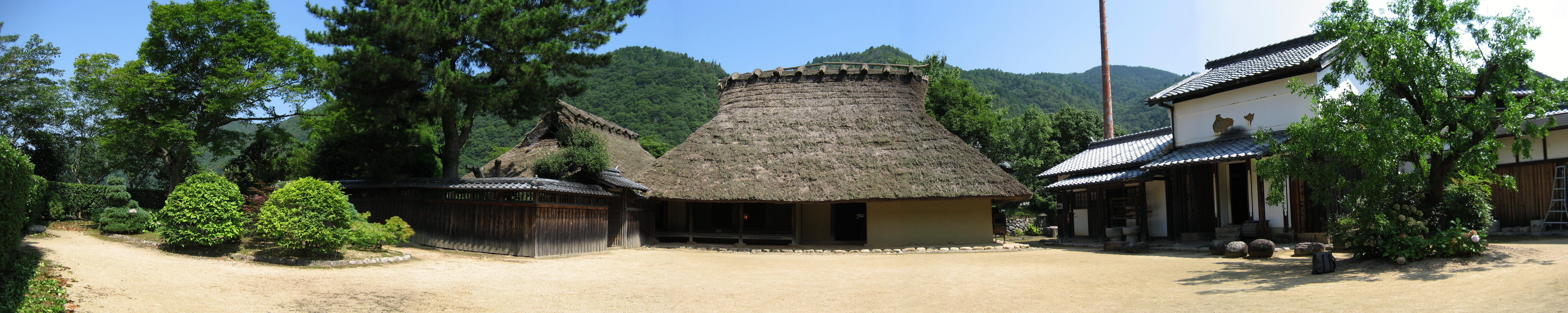
正面からパノラマビュー
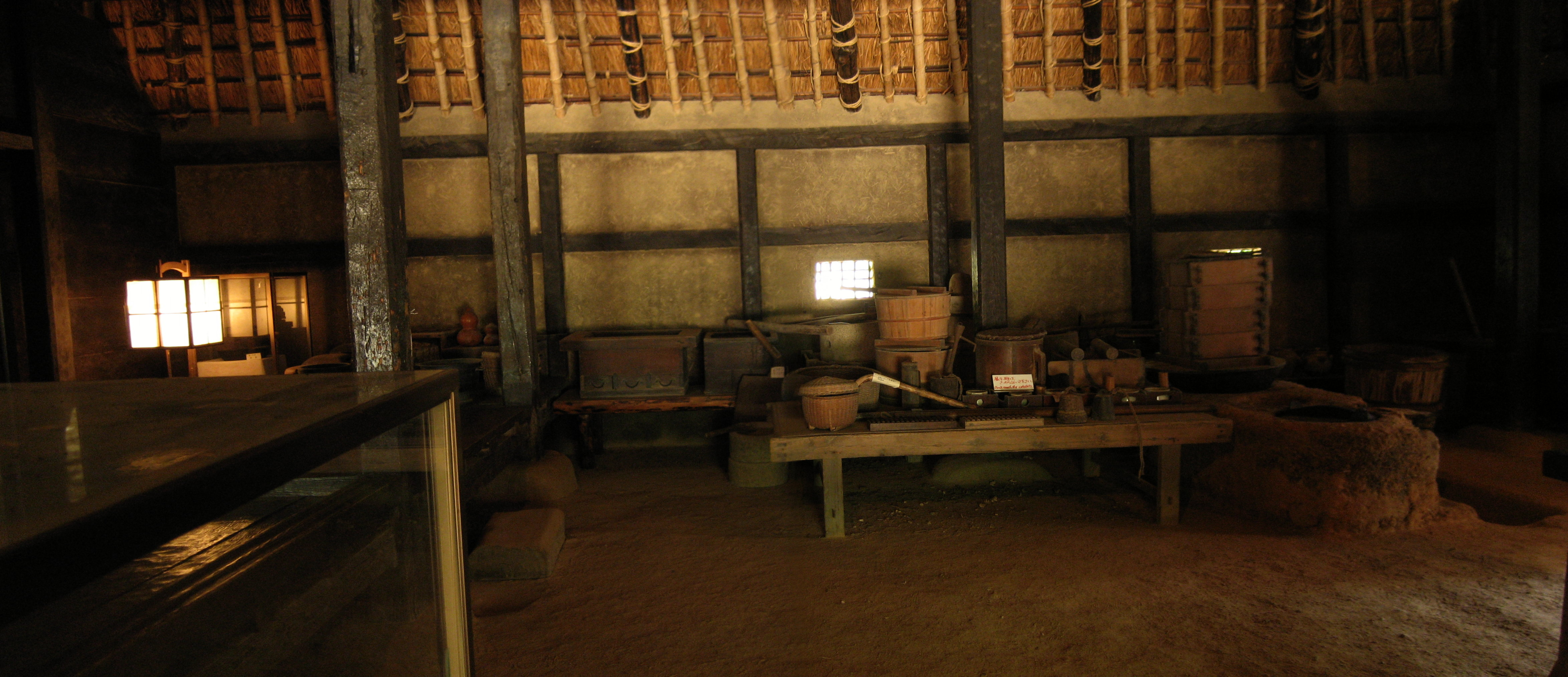
「おもや」大戸口から「にわ」を望む
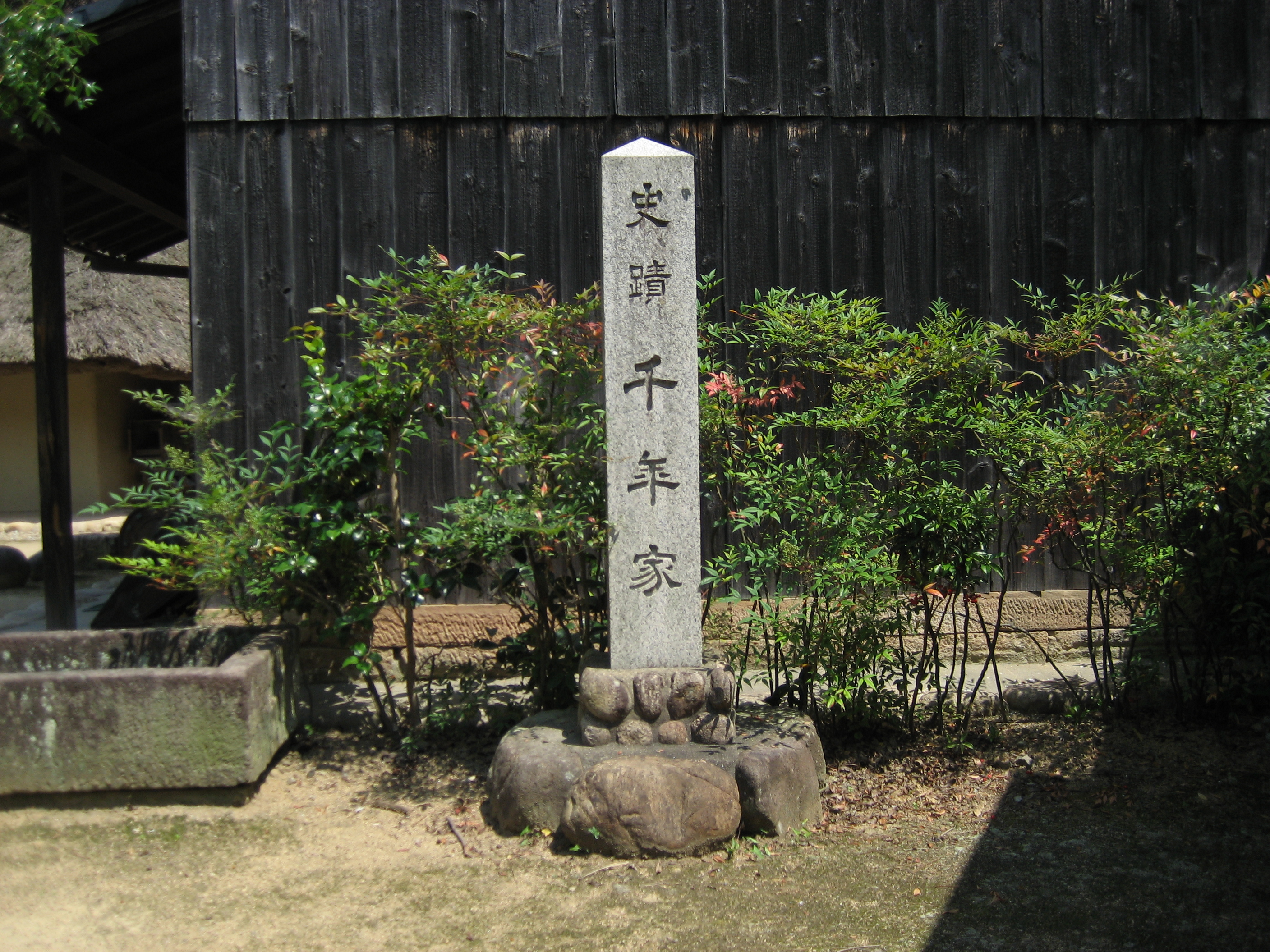
石碑

## 利用情報
- 土曜・日曜の公開
- 開館時間
  - 4月1日 - 9月30日：9:00 - 17:30
  - 10月1日 - 3月31日：9:00 - 16:30
- 休館日：年末年始（12月26日 - 1月4日） 他に臨時休業日あり
- 所在地：兵庫県神戸市北区山田町衝原

## 交通アクセス
- 神戸電鉄 箕谷駅から神戸市バス111系統で15分、終点「衝原」下車